# Бурити-дус-Лопис

Бурити-дус-Лопис на карте штата.

Бурити-дус-Лопис (порт. Buriti dos Lopes) — муниципалитет в Бразилии, входит в штат Пиауи. Составная часть мезорегиона Север штата Пиауи. Входит в экономико-статистический микрорегион Литорал-Пиауиенси. Население составляет 19 074 человек на 2010 год. Занимает площадь 691,178 км². Плотность населения — 27,60 чел./км².

## Демография
Согласно сведениям, собранным в ходе переписи 2010 г. Национальным институтом географии и статистики (IBGE), население муниципалитета составляет:
| Полное население                               | Полное население                               | Полное население                               | Полное население                               | 19 074 |
| ---------------------------------------------- | ---------------------------------------------- | ---------------------------------------------- | ---------------------------------------------- | ------ |
| в том числе:                                   | Городское население                            | 10 294                                         | Процент городского населения, %                | 53,97  |
|                                                | Сельское население                             | 8780                                           | Процент сельского населения, %                 | 46,03  |
|                                                | Мужское население                              | 9622                                           | Процент мужского населения, %                  | 50,45  |
|                                                | Женское население                              | 9452                                           | Процент женского населения, %                  | 49,55  |
| Плотность населения, чел/км²                   | Плотность населения, чел/км²                   | Плотность населения, чел/км²                   | Плотность населения, чел/км²                   | 27,60  |
| Население муниципалитета в % к населению штата | Население муниципалитета в % к населению штата | Население муниципалитета в % к населению штата | Население муниципалитета в % к населению штата | 0,61   |

По данным оценки 2016 года, население муниципалитета составляет 19 415 жителей.

## История
Город основан в 1933 году.

## Статистика
- Валовой внутренний продукт на 2003 год составляет 28 490 640,00 реалов (данные: Бразильский институт географии и статистики).
- Валовой внутренний продукт на душу населения на 2003 год составляет 1541,79 реалов (данные: Бразильский институт географии и статистики).
- Индекс развития человеческого потенциала на 2000 год составляет 0,564 (данные: Программа развития ООН).